# عمر دوم (هنرپیشه)
عمر دوم (انگلیسی: Omar Doom؛ زادهٔ ۲۹ ژوئن ۱۹۷۶) یک هنرپیشه اهل ایالات متحده آمریکا است. وی از سال ۲۰۰۷ میلادی تاکنون مشغول فعالیت بوده‌است.